# 7780 Maren
7780 Maren eller 1993 NJ är en asteroid i huvudbältet som upptäcktes 15 juli 1993 av de båda amerikanske astronomerna Jack B. Child och Eleanor F. Helin vid Palomar-observatoriet. Den är uppkallad efter Maren Elizabeth Child.
Asteroiden har en diameter på ungefär 6 kilometer.